# Лејквју Естејтс (Џорџија)
Лејквју Естејтс (енгл. Lakeview Estates) насељено је место без административног статуса у америчкој савезној држави Џорџија.

## Демографија
По попису из 2010. године број становника је 2.695, што је 58 (2,2%) становника више него 2000. године.
| Група             | 2000.         | 2010.         |
| Белци             | 785 (29,8%)   | 282 (10,5%)   |
| Афроамериканци    | 150 (5,7%)    | 73 (2,7%)     |
| Азијати           | 12 (0,5%)     | 12 (0,4%)     |
| Хиспаноамериканци | 1.684 (63,9%) | 2.307 (85,6%) |
| Укупно            | 2.637         | 2.695         |